# Hermodice carunculata
Espèce
Synonymes
- Amphibranchus occidentalis Kinberg, 1867[2] [3]
- Amphinome carunculata (Pallas, 1766)[2] [3]
- Amphinome didymobranchiata Baird, 1864[2] [3]
- Aphrodita carunculata Pallas, 1766[2] [3]
- Hermodice nigrolineata Baird, 1868[2] [3]
- Millepeda marina amboinensis Seba, 1734[3]
- Pleione carunculata (Pallas, 1766)[2] [3]
- Terebella carunculata (Pallas, 1766)[2] [3]

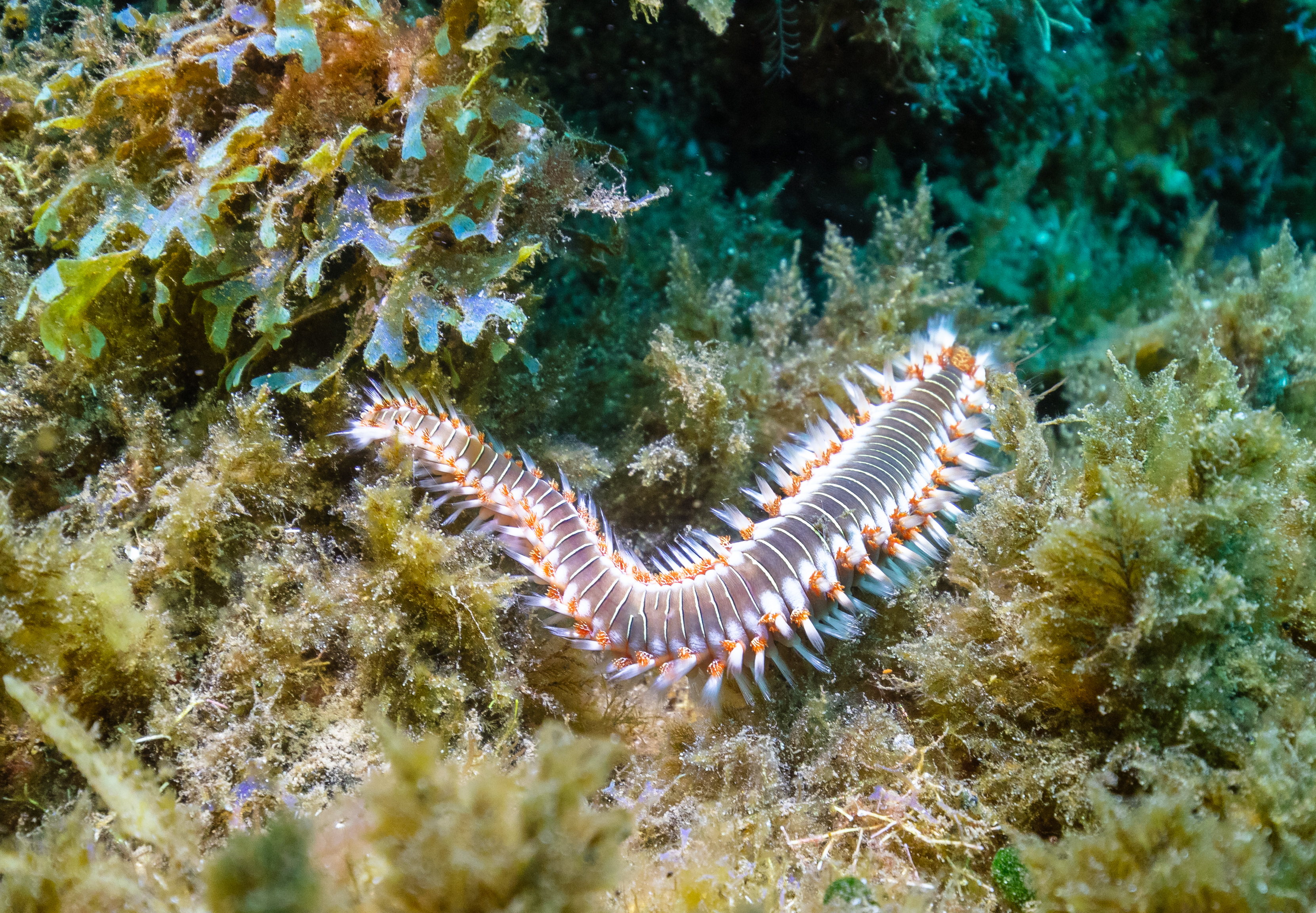
Un hermodice carunculata à Madère. Mai 2019.

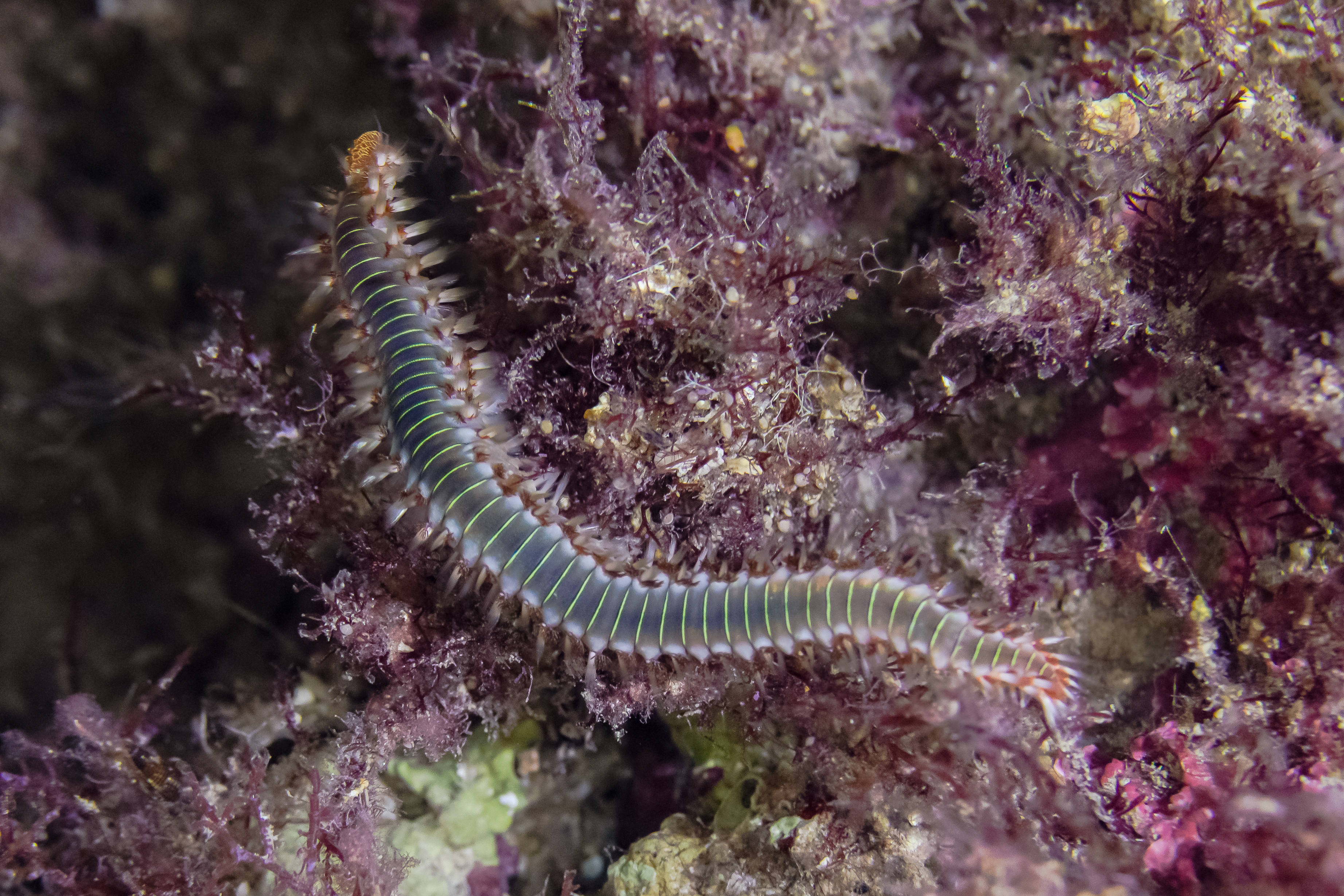
Un hermodice carunculata d'environ 10 cm de long au large de Paphos (ville), Chypre. Décembre 2021.

Hermodice carunculata, communément appelé Ver de feu barbu ou Ver barbelé, est un ver annelé marin de la famille des Amphinomidae natif de l'océan Atlantique tropical et de la mer Méditerranée.

## Description
Le Ver de feu barbu est un ver annelé de petite taille qui peut atteindre une longueur maximale de 30 cm, cependant sa taille moyenne oscille plutôt autour des 15 cm.
À première vue, ce ver de feu ressemble à un mille-pattes avec son aspect allongé et aplati, ses multiples segments, ses soies blanches, ses parapodes et ses branchies implantés sur les bords du corps. Le corps se compose de 60 à 150 segments identiques, nommés métamères, séparés les uns des autres par une fine ligne blanche et protégés par des cuticules. Chaque segment comporte une paire de parapodes, structure servant à la locomotion du ver, des bouquets de soies blanches urticantes et des branchies rouges ou orange en position bilatérale.
Ses couleurs sont variées et vont du vert, au jaune, au rouge, au gris en passant par le blanc avec des reflets nacrés.
La partie antérieure du ver se reconnaît par de petites excroissances, nommées caroncules, de couleur identique aux branchies sur les quatre premiers segments. La bouche est ventrale et se situe au niveau du deuxième segment. La tête, quant à elle, est localisée sur le premier segment et comporte les yeux et autres organes sensoriels.

## Distribution et habitat
Le Ver de feu barbu est présent dans les eaux tropicales, subtropicales et tempérées de la partie orientale de la mer Méditerranée à partir de l'île de Malte ainsi que de l'océan Atlantique soit des côtes occidentales de l'Afrique de l'Algérie au Liberia et des côtes du sud-est des États-Unis à la Guyane incluant au passage le golfe du Mexique et la mer des Caraïbes,.
Ce ver de feu se rencontre dans de multiples milieux de vie marins comme les coraux, les rochers, la vase, le sable, les prairies de Posidonie, sur les bois flottants ainsi que sur les infrastructures portuaires en zone peu profonde soit de la surface à 40 mètres de profondeur,.

## Biologie
Comme tous les vers de feu, il se nourrit d'organismes morts ou en décomposition ainsi que de polypes coralliens.
Le nom vernaculaire ver de feu fait référence à la sensation de brûlure ressentie lorsqu'il est touché. Ce sont ses soies blanches qui en sont à l'origine et qui constituent un moyen de défense efficace. Les bouquets sont plus ou moins visibles selon l'état de stress de l'animal. Les soies sont protractiles, rigides et cassantes au toucher.